# Robert Treviño
Robert Treviño, né en 1984 à Fort Worth, est un chef d’orchestre américain d’origine mexicaine.

## Biographie
Depuis 2017, Robert Treviño est le directeur musical de l’Orchestre symphonique d'Euskadi (en basque: Euskadiko Orkestra ; en espagnol : Orquesta Sinfónica de Euskadi) de Saint-Sébastien.
Depuis 2019, il est également chef de l’Orchestre symphonique de Malmö.
En 2021, Treviño est nommé chef principal invité de l’Orchestre symphonique national de la RAI pour trois ans.

## Discographie
- Beethoven : Orchestre symphonique de Malmö, Les neuf symphonies, 5 SACD  Ondine (ODE 1348-5Q), 2019
- Ravel : Basque National Orchestra, Ondine (ODE 1385-2), 2021
- Ravel 2 : Basque National Orchestra, Ondine (ODE 1416-2), 2022